# Miastków Kościelny (gmina)
Miastków Kościelny (do 1954 gmina Miastków) – gmina wiejska w województwie mazowieckim, w powiecie garwolińskim. W latach 1975–1998 gmina położona była w województwie siedleckim.
Siedziba gminy to Miastków Kościelny.
Według danych z 30 czerwca 2004 gminę zamieszkiwały 5073 osoby.

## Struktura powierzchni
Według danych z roku 2002 gmina Miastków Kościelny ma obszar 85,24 km², w tym:
- użytki rolne: 80%
- użytki leśne: 16%

Gmina stanowi 6,64% powierzchni powiatu.

## Demografia

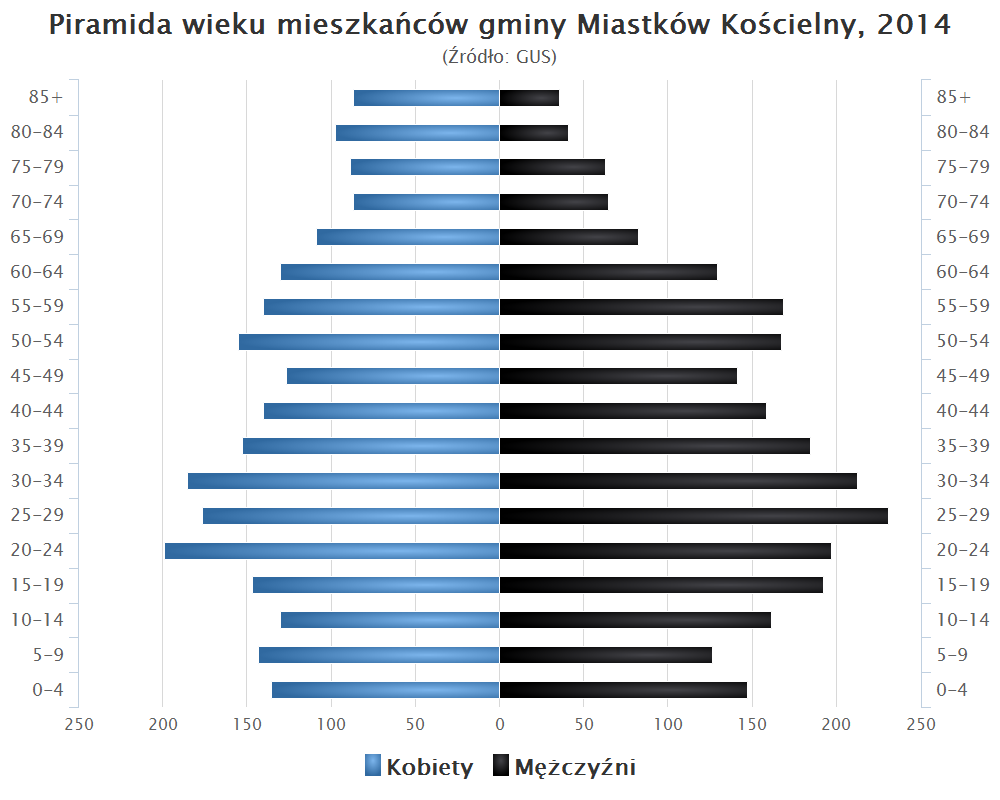
Piramida wieku mieszkańców gminy Miastków Kościelny w 2014 roku

Dane z 30 czerwca 2004:
| Opis                              | Ogółem | Ogółem | Kobiety | Kobiety | Mężczyźni | Mężczyźni |
| --------------------------------- | ------ | ------ | ------- | ------- | --------- | --------- |
| jednostka                         | osób   | %      | osób    | %       | osób      | %         |
| populacja                         | 5073   | 100    | 2478    | 48,8    | 2595      | 51,2      |
| gęstość zaludnienia (mieszk./km²) | 59,5   | 59,5   | 29,1    | 29,1    | 30,4      | 30,4      |

## Sołectwa
Brzegi, Glinki, Kruszówka, Kujawy, Miastków Kościelny, Oziemkówka, Przykory, Ryczyska, Stary Miastków, Wola Miastkowska, Zabruzdy, Zabruzdy-Kolonia, Zasiadały, Zgórze, Zwola, Zwola Poduchowna.
Miejscowość bez statusu sołectwa: Miastków.

## Sąsiednie gminy
Borowie, Górzno, Stoczek Łukowski, Wola Mysłowska, Żelechów